# Јауци са Змијања (филм)
„Јауци са Змијања“ је југословенски филм из 1974. године. Режирали су га Александар Јевђевић и Радослав Лазић, а сценарио је направио Урош Ковачевић по истоименом дјелу Петра Кочића.

## Улоге
| Глумац             | Улога        |
| ------------------ | ------------ |
| Рејхан Демирџић    | Симеун Ђак   |
| Власта Кнезовић    | Мргуда       |
| Урош Крављача      | Станко       |
| Никола Милић       | Давид Штрбац |
| Влајко Шпаравало   |              |
| Звонко Зрнчић      |              |
| Хајрудин Хаџикарић |              |